# Museo d'arte contemporanea di Niterói
Il museo d'arte contemporanea di Niterói (in portoghese: Museu de arte contemporanea de Niterói) o MAC è un museo brasiliano.

## Caratteristiche
L'edificio è ubicato su un promontorio a picco sul mare della baia di Guanabara, nel quartiere di Boa Viagem, di fronte a Rio de Janeiro, nello stato omonimo. È uno dei principali monumenti della megalopoli brasiliana.

## Storia

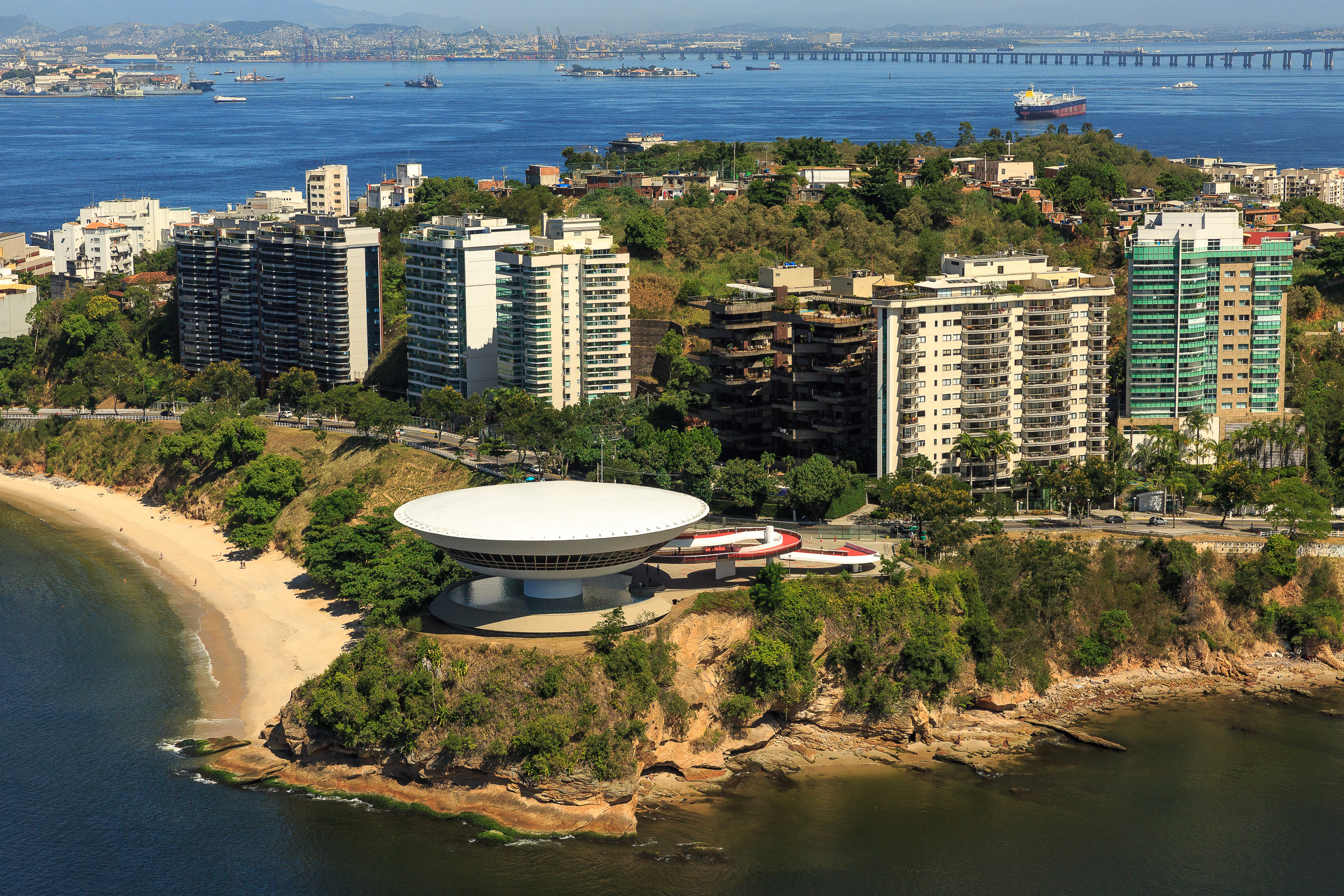

Il MAC è stato progettato da Oscar Niemeyer aiutato dall'ingegnere Bruno Contarini. La costruzione del museo è durata cinque anni, ed è stato inaugurato nel 1996. L'edificio in cemento grezzo dipinto di bianco, alto 16 metri, è sormontato da una cupola di 50 metri di diametro che ricorda molto un fiore e un disco volante.  Una piscina specchio (817 m² di superficie e 60 cm di profondità)  che circonda la base, dà più leggerezza alla costruzione. All'interno del museo e ai suoi tre piani espositivi, si accede da una lunga (98 metri) e curvilinea rampa.
Il museo ospita principalmente la collezione di João Sattamini, composta da circa 1300 opere dal 1950 fino ad oggi.